# Szügy (település)
Szügy (szlovákul: Sudice) község Nógrád vármegyében, a Balassagyarmati járásban.

## Fekvése
A vármegye északnyugati részén, Balassagyarmattól mintegy 5 kilométer távolságra elhelyezkedő, többségben magyar nemzetiségű község. Balassagyarmat a környék legfontosabb városa; más fontosabb, környező települések közül Érsekvadkert 18, Bercel 20, Szécsény 22, Romhány 24, Rétság 28, Salgótarján és Pásztó pedig egyaránt 50-50 kilométer távolságra fekszik innen.

### Megközelítése
- Közúton Budapestről Vác érintésével Balassagyarmaton át érhető el a legegyszerűbben, mintegy 80 kilométernyi utazással; hasonló távolságnak tekinthető az az útvonal is, ha az M3-as autópályán indulunk el a bagi lehajtóig, majd az Aszód-Galgaguta-Magyarnándor útvonalat követve. A község Balassagyarmat felől a 2108-as úton érhető el, Őrhalom felé a 21 129-es út indul innen.
- Vonattal a MÁV 78-as számú Aszód–Balassagyarmat–Ipolytarnóc-vasútvonalán közelíthető meg. A helyi megállóhely Mohora és Balassagyarmat között található; közúti elérését a 21 129-es útból kiágazó 21 328-as számú mellékút teszi lehetővé..
- Helyközi autóbuszvonalakː 460, 1306, 1308, 3312, 3313, 3315, 3318, 3320, 3321, 3325, 3326, 3329[4][5]

## Története
Szügy Árpád-kori település. Nevét 1244-ben említette először oklevél Zyud néven.
1274-ben Scyud, 1278-ban Scud, 1280-ban Zud, 1286-ban Zyud, 1288-ban Scyudy, 1307-ben Zygh, 1332-ben Syugh néven írták.
A falu első ismert birtokosa a Szügyi család volt.
Egy 1252 évi oklevél említi a család tagjai közül Szügyi Miklós fiát Andrást, aki nógrádi hadnagy , várjobbágy volt.
A Szügyi családnak a környéken többfelé voltak birtokai: 1280-ban a családból András Feketeerdőt, 1281-ben Kovárszeget, 1286-ban a Koplánnyal szomszédos Szügyöt, 1295-ben Peszek falut is birtokolta. A családból András 1307-ben csereképpen megszerezte Abaúj vármegyében a jánoki uradalmat, s birtokolta Peszeket is.
A pápai tizedjegyzék szerint 1332-ben papja 6 garas pápai tizedet fizetett.
A török kivonulása után a megfogyatkozott magyar lakosság mellé Liptó és Zólyom vármegyei tótok költöztek le, s a 18. század végén felépült evangélikus templomuk is.
Az 1750-es évektől – a balassagyarmati földesurak viszálykodása miatt – Szügy lett Nógrád vármegye székhelye 1790-ig.
A 20. század elején Nógrád vármegye Balassagyarmati járásához tartozott.

## Közélete

### Polgármesterei
- 1990–1994: Markó Antal (MSZP)[7]
- 1994–1998: Markó Antal (MSZP)[8]
- 1998–2002: Markó Antal (MSZP)[9]
- 2002–2006: Markó Antal (MSZP)[10]
- 2006–2010: Markó Antal (MSZP)[11]
- 2010–2014: Markó Antal (független)[12]
- 2014–2019: Markó Antal (független)[13]
- 2019–2024: Frenyó Gábor (független)[14]
- 2024– : Hugyeczné Giebiszer Beáta (független)[1]

## Népesség
A település népességének változása:
| Lakosok száma | 1391 | 1358 | 1349 | 1428 | 1400 | 1413 | 1377 |
|               | 2013 | 2014 | 2015 | 2021 | 2022 | 2023 | 2024 |

1910-ben 902 lakosából 899 magyar volt, melyből 285 római katolikus, 587 evangélikus, 24 izraelita volt.
2001-ben a település lakosságának 84%-a magyar, 8%-a szlovák, 7%-a cigány és 1%-a egyéb (főleg német) nemzetiségűnek vallotta magát.
A 2011-es népszámlálás során a lakosok 89%-a magyarnak, 5,9% cigánynak, 0,2% németnek, 7,1% szlováknak mondta magát (10,9% nem nyilatkozott; a kettős identitások miatt a végösszeg nagyobb lehet 100%-nál). A vallási megoszlás a következő volt: római katolikus 47,9%, református 1,1%, evangélikus 27,1%, felekezeten kívüli 5% (17% nem nyilatkozott).
2022-ben a lakosság 92,6%-a vallotta magát magyarnak, 6,1% cigánynak, 3,4% szlováknak, 0,1-0,1% ukránnak szlovénnek és szerbnek, 2,2% egyéb, nem hazai nemzetiségűnek (7,1% nem nyilatkozott; a kettős identitások miatt a végösszeg nagyobb lehet 100%-nál). Vallásuk szerint 38,6% volt római katolikus, 23,3% evangélikus, 0,7% református, 0,3% görög katolikus, 0,1% ortodox, 2,2% egyéb keresztény, 0,4% egyéb katolikus, 3,7% felekezeten kívüli (30,6% nem válaszolt).

## Kultúra
- Hagyományőrző Népdalkör

## Nevezetességei
- Falumúzeum
- Evangélikus templom
- Barokk Simonyi-kastély
- Egykori vármegyeháza
- Beniczky-sírkápolna